# Baesweiler
Baesweiler (IPA: [ˈbaːsˌvaɪlɐ]) è una città della Renania Settentrionale-Vestfalia, in Germania.
Appartiene al distretto governativo di Colonia e alla regione urbana di Aquisgrana.
Baesweiler possiede lo status di "Media città di circondario" (Mittlere kreisangehörige Stadt).